# Santissimo Crocifisso nel Cimitero di Santo Spirito
Santissimo Crocifisso nel Cimitero di Santo Spirito  era uma capela barroca localizada para o noroeste da esquina da Via del Gianicolo com a Via Urbano VIII, no rione Trastevere. Era dedicada a Vera Cruz.

## História
Esta era a capela funerária do Cimitero di Santo Spirito, o cemitério do Arcispedale di Santo Spirito, fundada pelo papa Bento XIV em 1744 durante as obras de reorganização do hospital, que incluíram a construção de um novo cemitério distante dos edifícios do hospital. O arquiteto do projeto todo foi Ferdinando Fuga.
O cemitério foi fechado em 1891, quando a igreja principal do complexo, Santa Maria del Rosario nel Cimitero di Santo Spirito, foi demolida e a maior parte dos restos humanos foi levada para o Campo Verano. Porém, o contorno do cemitério se manteve por mais trinta anos, quando o local todo foi liberado, em 1928, como parte do projeto de construção de um conjunto de edifícios do Collegio di Propaganda Fide. Estes edifícios hoje formam a Pontifícia Universidade Urbaniana.

## Descrição
O local onde a capela ficava é privado e geralmente não é acessível. Ele fica para o sudeste das extremidades das duas alas paralelas do edifício principal, entre elas e a pequena área gramada elíptica com árvores onde a via se subdivide. Com relação à aparência da capela, um pequeno desenho de 1850 ainda existe.
A entrada para o cemitério se dava através da igreja principal e uma passarela murada dos dois lados seguia para o sudoeste até um pórtico. O cemitério propriamente dito era um grande espaço retangular murado, com o pórtico em um dos lados menores e uma curva absidal do outro. A capela estava inserida no ponto central desta curva. As paredes do cercado eram divididas para formar uma série de edículas arqueadas que abrigavam relevos sobre temas piedosos.
O cemitério era conhecido como "Centocinque sepolture".
A capela propriamente dita era um pequeno edifício com planta elíptica, quase circular, e com uma minúscula abside retangular com um arco triunfal. Havia uma cúpula de tambor baixo, sem lanterna, mas com um finial em cruz. A entrada era através de um propileu com uma passagem arcada alta flanqueada por pilastras dóricas que sustentavam um frontão triangular.